# Grotte de Prinvaux
La grotte de Prinvaux est un site d'art rupestre mésolithique situé sur le territoire de la commune de Boigneville, dans l'Essonne, en Île-de-France. Elle est inscrite aux monuments historiques depuis 1980.

## Galerie

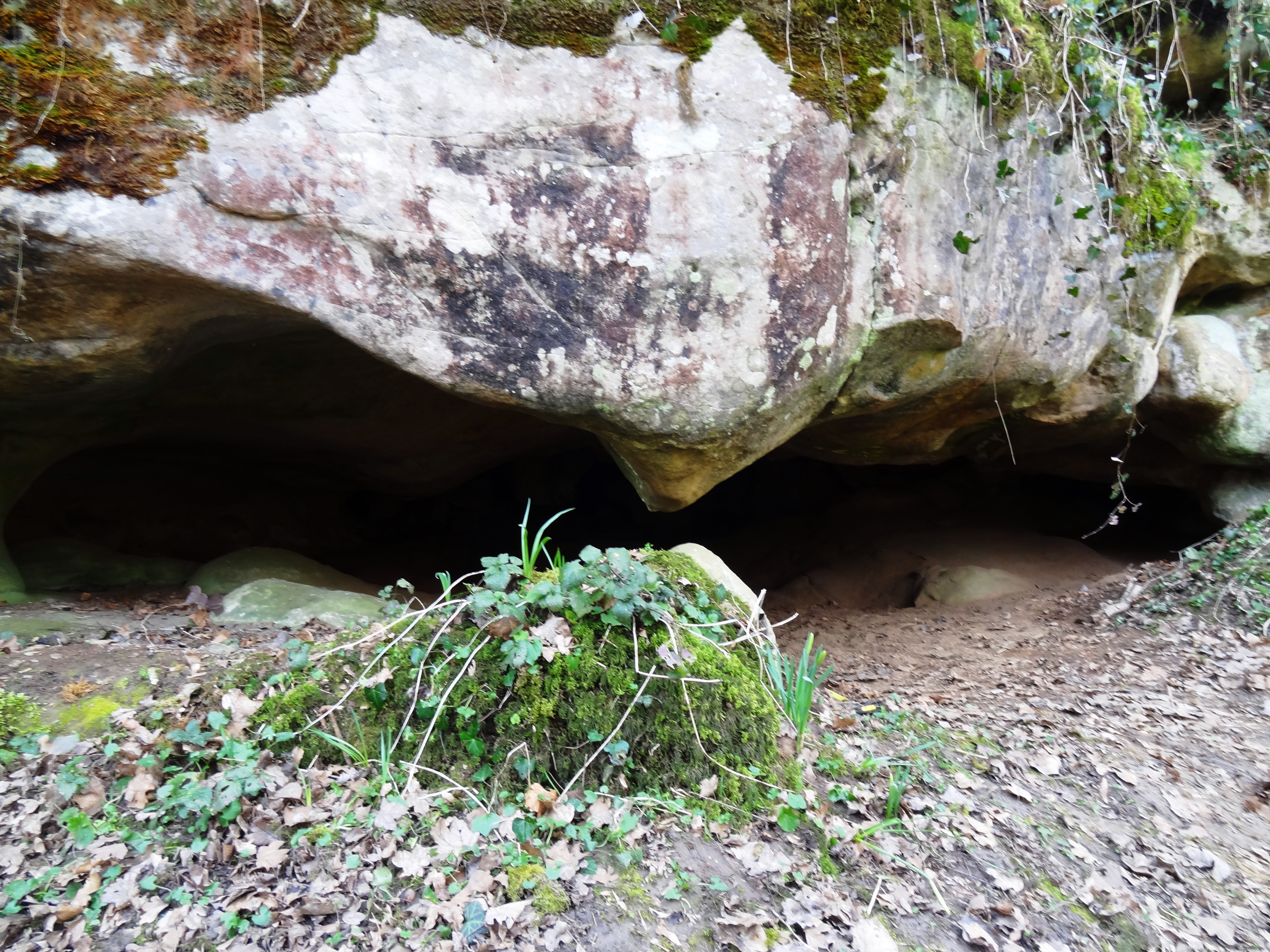
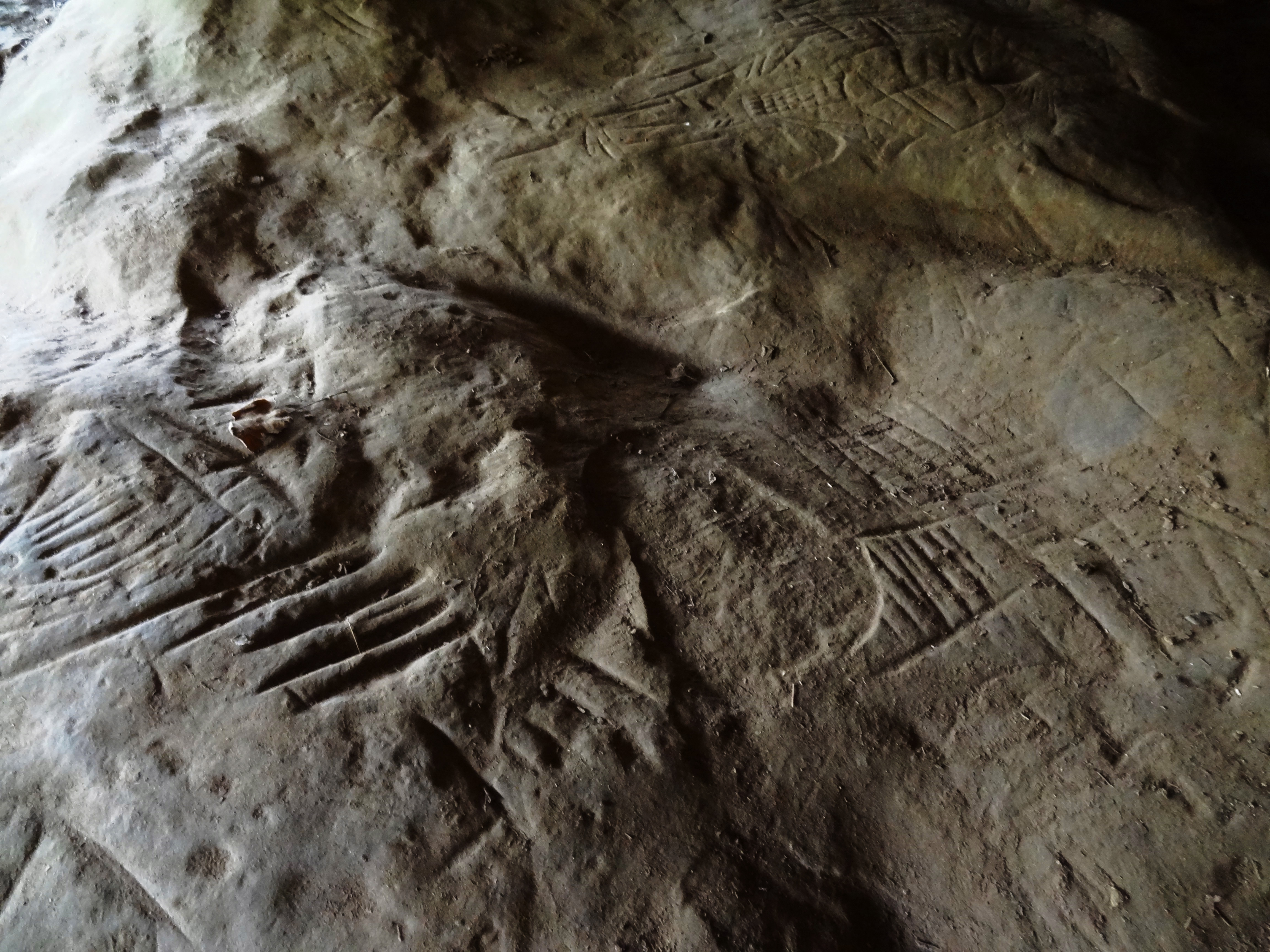
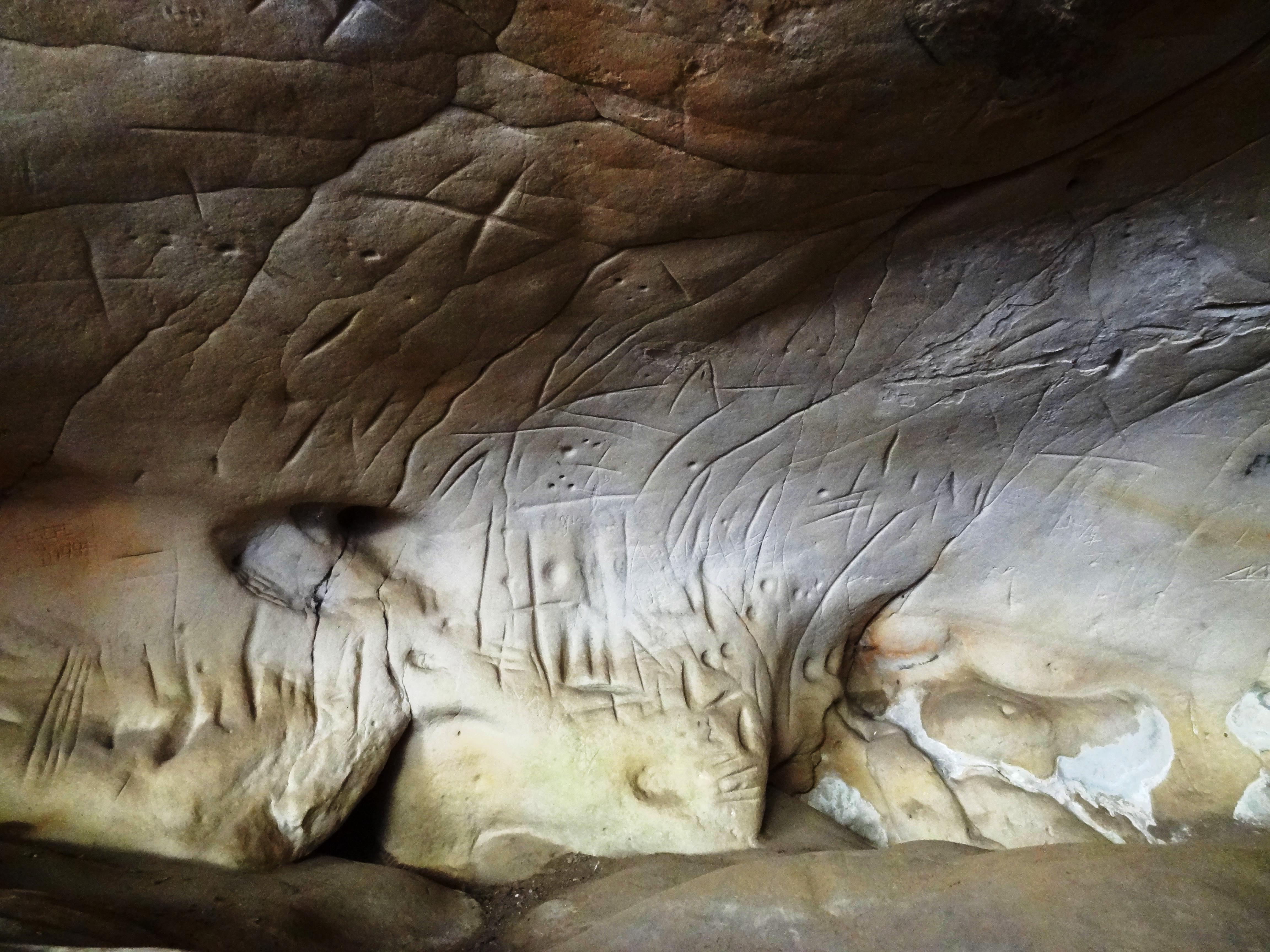
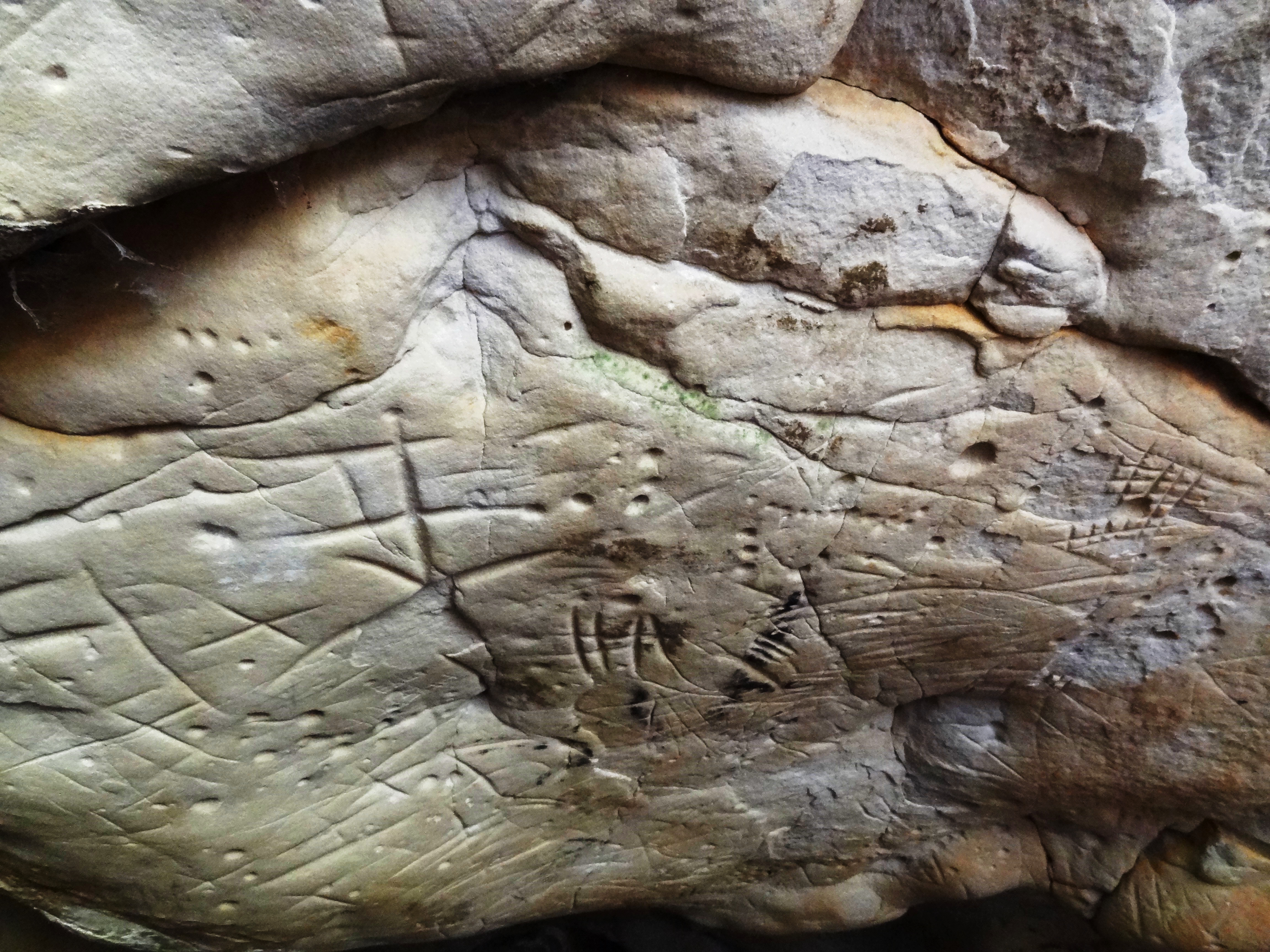

## Localisation
La grotte de Prinvaux se situe à l'ouest du massif forestier de Fontainebleau, à l’extrémité sud-est de l'Essonne, sur le territoire de la commune de Boigneville, en bordure du Loiret et de la Seine-et-Marne. Elle se trouve entre la source de la rivière Velvette et le hameau de Prinvaux, à flanc de colline, à proximité d'autres grottes et chaos rocheux, sur une propriété privée.

## Géologie
Les grottes et abris de la région de Fontainebleau sont issus de la formation, à la période Oligocène, de bancs de grès sur l'assise des sables de Fontainebleau, avant que le retrait de la mer stampienne et l'érosion les fassent s'écrouler et former ces chaos rocheux, nombreux dans la région.

## Description
L'entrée de la grotte fait seulement 70 cm de hauteur, puis la cavité s'élargit. La grotte a une profondeur d'environ 7 m.

## Art rupestre
Les signes gravés sur les parois de la grotte semblent à première vue rudimentaires et stéréotypés. Très souvent, ils constituent un quadrillage, motif emblématique de l'art rupestre bellifontain. On trouve aussi un grand nombre de sillons simples, isolés, groupés par paire ou en faisceaux de droites parallèles, ou encore entrecroisés. Figurent également des cupules - c’est-à-dire des trous isolés ou en séries -, et des motifs plus élaborés telles les triples enceintes (des rectangles concentriques avec leurs médianes). S’ajoutent à ce répertoire schématique des motifs plus ou moins figuratifs qui évoquent des haches, des rouelles, des lances ou des chevrons, des échelles (scaliformes), des arbres (arboriformes), et de rares animaux (zoomorphes) et humains (anthropomorphes).
Les gravures sont datées par leur style du Mésolithique, période qui s'étend de 9700 à 5000 av. J.-C.. La chronologie fine des différents styles du corpus bellifontain du Mésolithique reste discutée par les spécialistes.

## Protection
La grotte de Prinvaux est inscrite au titre des monuments historiques depuis le 13 octobre 1980.